# Fritz Matzko
Fritz Matzko (* 23. Juli 1924) ist ein ehemaliger deutscher Fußballspieler, der für den Meidericher SV 82 Partien in der Oberliga West absolvierte.

## Karriere
Matzko spielte in den späten 1940er-Jahren beim Duisburger Verein SV Beeckerwerth, welchem 1949 der Aufstieg in die damals drittklassige Landesliga Niederrhein gelang. Zwar musste er mit der Mannschaft 1950 den direkten Wiederabstieg hinnehmen, doch gelang ihm selbst der stadtinterne Wechsel zum höherklassig antretenden Meidericher SV. Der MSV kämpfte damals in der 2. Liga West um den Aufstieg in die Oberliga West, welche im damals noch regional begrenzten Ligensystem die höchste Spielklasse darstellte.
In Meiderich nahm er von Beginn an einen festen Stammplatz ein, verpasste im Verlauf der Spielzeit 1950/51 keine Begegnung und erreichte mit der Mannschaft den Sprung in die Erstklassigkeit. Am 26. August 1951 kam der variabel einsetzbare Spieler bei einem 0:0 gegen Schwarz-Weiß Essen zu seinem Oberligadebüt. In der nachfolgenden Zeit wurde er nur selten aufgeboten, entwickelte sich ab 1952 mit der Zeit aber wieder zum Stammspieler. Der MSV konnte sich in diesen Jahren in der höchsten Spielklasse etablieren. Dagegen erfolgte am Ende der Saison 1954/55 der Abstieg in die 2. Liga, wobei der Abstand zur oberen Tabellenhälfte aufgrund einer sehr ausgeglichenen Punkteverteilung nur wenige Zähler betrug. Daran anschließend strebte der Verein die Rückkehr in die Oberliga an, wofür Trainer Hermann Lindemann auf junge Spieler setzte und erfahrene Akteure wie Karl Hetzel, Ferdinand Mühlenberg, Wilhelm Schmidt und auch Matzko nur noch sporadisch berücksichtigt wurden. 1956 gelang der direkte Wiederaufstieg, während Matzko den Verein nach 82 Oberligapartien ohne eigenen Treffer sowie 34 Zweitligaspielen mit zwei Toren verließ.